# Neckar-Käpt’n
Neckar-Käpt’n ist der Name, unter dem die Neckar-Personen-Schiffahrt Berta Epple GmbH + Co KG in Stuttgart die Personenschifffahrt ganzjährig auf dem Neckar betreibt.

## Geschichte

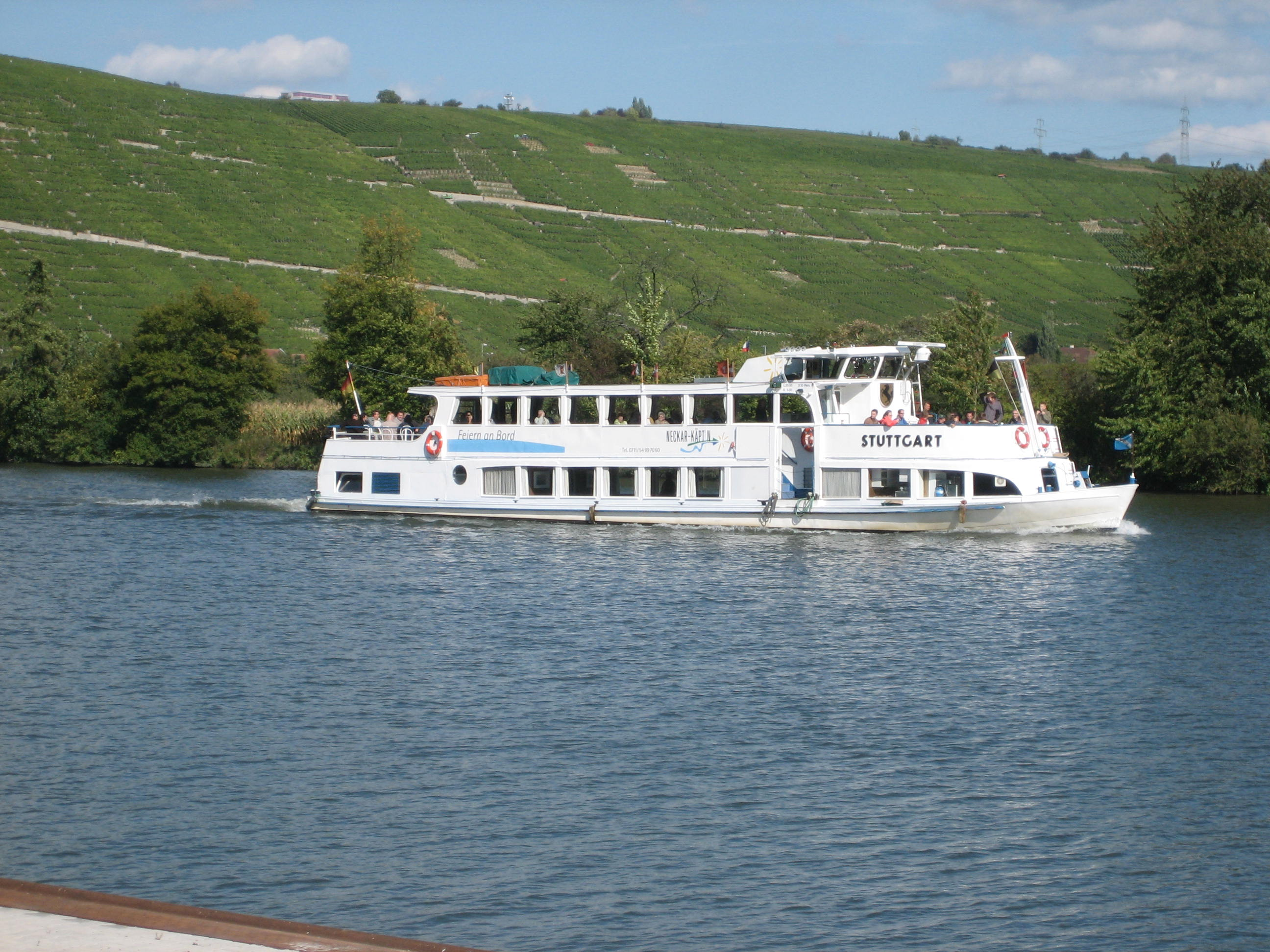
MS Stuttgart auf dem Neckar

Der Neckar wird seit Jahrhunderten als Transportweg genutzt. Im Jahr 1921 wurde damit begonnen, den Neckar mit Staustufen zur Großschifffahrtsstraße auszubauen. 1956 war der Neckar dank der Kanalisierung bis Stuttgart schiffbar. Der Ausbau des Stuttgarter Hafens erfolgte bis 1958. Zu dieser Zeit befuhren nur Frachtschiffe den Neckar. Als Ende der 1950er Jahre der Ausbau des Neckarkanals von Heilbronn bis nach Stuttgart-Bad Cannstatt seiner Vollendung entgegenging, waren sich Karl Epple (1893–1961), der Gründer der Kies- und Tiefbaufirma gleichen Namens, und seine Ehefrau Berta Epple darüber einig, dass nun auch Stuttgart als zukünftige Hafenstadt dem Personenschiffsverkehr zugänglich sein sollte.
Im Jahr 1956 wurde die Firma „Neckar-Personen-Schiffahrt Berta Epple“ gegründet und die beiden ersten Schiffe bei der Schiffswerft Schmidt & Söhne in Oberkassel (Bonn) in Auftrag gegeben. Indessen wurden zwischen Stuttgart und Heilbronn – zum Teil mit Hilfe der Gemeinden – 15 Anlegestellen eingerichtet. Mit der Taufe der „Stuttgart“ durch Frau Yvonne Klett, die Ehefrau des Stuttgarter Oberbürgermeisters Arnulf Klett, am 7. März 1957 nahmen die beiden Schwesterschiffe „Dorothea Epple“ und „Stuttgart“ den regelmäßigen Schifffahrtsbetrieb in Bad Cannstatt auf.
Durch die feierliche Einweihung des Stuttgarter Hafens am 31. März 1958 durch Bundespräsident Theodor Heuss war auch das Interesse der Stuttgarter an ihrem eigenen Hafen und an der Schifffahrt geweckt worden, so dass Berta Epple noch weitere, meist kleinere Einheiten für Rundfahrten bauen und in Dienst stellen ließ. So umfasste ihre Flotte zeitweilig sieben Schiffe mit einer Gesamtkapazität von ca. 2.500 Plätzen.
1964 übernahm der Sohn Fritz Epple die Geschäftsführung und nach dem Tode der Mutter im Jahre 1965 deren Betriebe als alleiniger Inhaber. 40 Jahre lang betrieb die Firma Epple unter der Abkürzung NPS auf der Strecke Plochingen – Esslingen am Neckar – Stuttgart – Ludwigsburg – Marbach am Neckar – Besigheim – Lauffen am Neckar – Heilbronn die Personenschiffe. 1997 übernahmen Wolfgang und Susanne Thie die Geschäftsführung. Das Ehepaar gab dem Unternehmen den neuen Namen „Neckar-Käpt’n“. 2008 stellte der Neckar-Käpt'n das 1. Stuttgarter Partyfloß in Dienst. Es fasst bis zu 200 Personen und bietet bis zu 100 m² Freifläche.
Ende 2019 wurde bekannt, dass Wolfgang und Susanne Thie das Unternehmen verkauft hatten, nachdem sie in den Vorjahren rote Zahlen geschrieben hatten.
Alle Schiffe wurden 2020/21 renoviert und neu ausgestattet, zwei neue Fahrgastschiffe wurden angeschafft – davon eines (Electra) vollelektrisch. Eine neue Linie Marbach-Besigheim wurde aufgenommen. Die Schiffe können für private Events und Feiern gemietet werden.
Im Februar 2022 übernahm das Unternehmen die Personenschifffahrt Stumpf in Heilbronn. Deren Schiffe wurden auf Neckar-Fee und Neckar-Perle umgetauft. Im Frühjahr 2024 erklärte Jens Caspar, er ziehe sich zumindest vorläufig aus Heilbronn zurück. Die beiden von Stumpf übernommenen Schiffe wurden nach Stuttgart verlegt.
Zum Januar 2025 wurden drei GmbHs gegründet, die jeweils von den bisherigen Betriebsleitern der drei Schiffe Neckarbesen, Weinkönigin und Wilhelma als Mehrheitsgesellschaftern geleitet werden sollten. Die Neckar-Personen-Schifffahrt Berta Epple blieb als Minderheitsgesellschafterin im Geschäft; Buchungen sollten weiterhin zentral über die bisherige Homepage durchgeführt werden. Den GmbHs blieb die Entscheigung überlassen, wie sie die Schiffe zu bewirtschaften gedachten. Was aus den anderen vier Schiffen – zum Zeitpunkt der Entscheidung bestand die Flotte aus sieben Schiffen – werden sollte, wurde bei der Bekanntgabe dieser Entscheidung nicht ausgeführt.

## Schiffe
| Schiffsname und Ex-Name(n)                                             | ENI      | Baujahr      | Informationen | Bild | von     | bis   |
| ---------------------------------------------------------------------- | -------- | ------------ | --- | ---- | ------- | ----- |
| Bad Cannstatt ex Johanna ex Elisabeth                                  |          | 1923         | Länge: 35,35 m, Breite: 5,4 m. Sogenanntes Schul- und Seminarschiff mit ca. 40 Plätzen auf dem Haupt- und 48 Plätzen auf dem Sonnendeck. Das Schiff wurde laut Dieter Schubert 1923 als Frachtschiff für den Betrieb auf der Lahn gebaut und 1983 auf der Schiffswerft Schmidt in Oberwinter zum Büroschiff umgebaut. Eine andere Quelle nennt als Bauwerft De Korte in Moerdijk. |      | 1983?   |       |
| Berta Epple                                                            | 04305180 | 1958         | Länge: 36 m, Breite: 6 m. Das Schiff durfte zeitweise 470, später noch 450 Personen befördern. Es wurde 2004 nach Duisburg verkauft, wo es den Namen Stadt Rees erhielt, und um 2009 nach Paris, wo es unter dem Namen Le Signac fährt. Gebaut wurde es auf der Schiffswerft Schmidt. |      | 1958    | 2004  |
| Dorothea Epple                                                         |          | 1957         | Die Dorothea Epple war eines der beiden ersten Schiffe des Unternehmens. Sie wurde unter der Baunummer 107 auf der Schiffswerft Schmidt gebaut. Bereits 1964 wurde das Schiff nach einem Brand nach Miltenberg verkauft, wo es als Germania weitergenutzt wurde. Schließlich wurde es zum Clubschiff in Wertheim. |      | 1957    | 1964  |
| Electra ex Eifel                                                       | 04305220 | 1954         | Länge: 22,5 m, Breite: 4,6 m. Das Schiff wurde auf der Schiffswerft Schmidt gebaut und fuhr jahrzehntelang als Eifel auf der Rurtalsperre. Seit 1970 mit einem Elektroantrieb ausgerüstet, wird es für die kurze Strecke zwischen Wilhelma und Max-Eyth-See eingesetzt. 2024 befand sich das Schiff noch in Bad Cannstatt, war aber nicht mehr als Bestandteil der Flotte des Unternehmens auf dessen Homepage aufgeführt. Im Oktober 2024 gerieten auf der Electra Akkus beim Aufladen in Brand. Es entstand ein Sachschaden von etwa 1000 Euro. |      | 2021    | 2024? |
| Käthchen ex Atlas ex Karin Quandt ex Steinhöft ex Bernhard ex Minna    |          | 1921         | Ehemalige Barkasse, Länge: 18,6 m, Breite: 3,95 m, max. 55 Personen. 1921 auf der Werft von Ernst Menzer in Hamburg-Bergedorf gebaut und als Minna in Fahrt gekommen, 1936 von J. A. H. Meyer in Hamburg an die Hamburger Firma Rischer & van der Heide verkauft, die das Schiff in Bernhard umbenannte, aber schon nach wenigen Tagen weitergab. Im Februar 1936 an die Barkassenfirma Max Jens in Hamburg verkauft und in Steinhöft umbenannt, nach Jens’ Tod 1939 von dessen Witwe Wilhelmine Jens weiterbetrieben. 1975 an die Firma Quandt nach Lübeck verkauft und dort bis 1998 als Karin Quandt betrieben, danach an W. Mehl in Schleswig verkauft und auf den Namen Atlas umgetauft. 2022 als Käthchen auf der Homepage aufgeführt, aber offenbar noch nicht im Einsatz. Sollte wohl für Touren auf innerstädtischen Kanälen genutzt werden. 2024 war das Schiff nicht mehr als Bestandteil der Flotte auf der Homepage des Unternehmens zu finden. |      | 2022?   | 2024? |
| Liberty ex US 66 oder US 88 ‘Liberty‘                                  | 05612560 | 1988         | Länge: 25 m; Breite: 4,5 m. Das Schiff wurde auf der KuFra-Werft in Lübeck gebaut und zunächst von der US-Armee in Berlin-Wannsee genutzt. 1994 wurde es auf der Werft Malz modernisiert. Von 1994 an gehörte es zur Flotte der Dahme-Schiffahrt [sic!] Teupitz und hieß Liberty, 1999 kam es nach Lindau (Bodensee) und 2003 nach Bad Cannstatt. 2005 wurde es von 18 auf 25 Meter verlängert. Seit 2018 ist das Schiff auf dem Traunsee im Einsatz. |      | 2003    | 2017  |
| Lichtenstein                                                           | 04304520 | 1961         | Länge: 35 m; Breite: 7 m; erbaut auf der Schiffswerft Johann Hupp in Eibelstadt. Das Schiff durfte einst 450 Personen befördern. Es wurde 1979 modernisiert und erhielt 1981 einen neuen Motor. Es wurde nach Herne verkauft, wo es den Namen Friedrich der Große erhielt, und wurde 2020 auf den Main überführt, wo es unter dem Namen Franken von Schweinfurt aus zu Rundfahrten genutzt werden sollte, war aber 2021 wieder zum Verkauf ausgeschrieben. |      | 1961    | 2003  |
| Lucy                                                                   |          |              | auf der Homepage als Boot zum Vermieten aufgeführt |      | 2022?   |       |
| Lukullus ex Gaby                                                       |          | ?            | Restaurant- bzw. Discoschiff, durch Umbau aus der ehemaligen Rheinfähre Gaby entstanden. Zeitweise befand sich die Diskothek Riverside auf dem Schiff. Am 28. Februar 1981 ausgebrannt, anschließend verschrottet. |      | 1962/64 | 1981  |
| Neckarbesen ex König Ludwig                                            | 04806860 | 2008         | Länge: ca. 25 m, Breite: ca. 10 m, max. 200 Personen. Das Schiff wurde von Ritzdorf Schiffs- und Industrietechnik in Oberwinter gebaut. Bislang als „Partyfloß“ vermarktet, ist das mit Baumstämmen verkleidete Fahrzeug komplett überdacht, aber sowohl öffen- als auch heizbar. Es ist für Partyfahrten oder als schwimmender Biergarten zwischen Esslingen am Neckar und Heilbronn im Einsatz. Im Frühjahr 2021 wurde das Fahrzeug als Corona-Schnellteststation genutzt. |      | 2008?   |       |
| Neckar-Fee ex Fee ex Georg Fischer                                     | 04604240 | 1957         | Die Neckar-Fee ist eines von zwei Schiffen, die zur Saison 2022 von der Heilbronner Personenschifffahrt Stumpf übernommen wurden. Länge: 27,85 m, Breite: 4,85 m, max. 200 Personen. Das Schiff fuhr u. a. im Liniendienst von Heilbronn nach Lauffen am Neckar bzw. Besigheim, ehe es nach Stuttgart verlegt wurde. |      | 2022    |       |
| Neckar-Nixe ex Boot 5 ex Delphin II ex Avontuur III ex Stad Woerden II | 03031488 | 1921         | Länge: 21,17 m, Breite: 3,76 m, max. 75 Personen. Das Schiff wurde als Lastkahn unter der Baunummer 319 auf der Werft De Dageraad in Woubrugge gebaut und später zum Fahrgast- bzw. Partyschiff umgebaut. Es kann mit seiner Flachbodenkonstruktion und seiner klappbaren Reling gut auf innerstädtischen Kanälen eingesetzt werden. Die 90-PS-Maschine (DAF) des Schiffes, das zuletzt in Zaandam beheimatet war, stammt aus dem Jahr 1966. Das Schiff ist auf der Homepage bereits als Fahrzeug für Events und Feiern aufgeführt, aber offenbar noch nicht im Einsatz (Stand: Juni 2022). 2024 war das Schiff nicht mehr als Bestandteil der Flotte auf der Homepage des Unternehmens aufgeführt. |      | 2022?   | 2024? |
| Neckar-Perle ex Neckarbummler                                          | 04605530 | 1975         | Länge: 33,37 m, Breite: 6 m, max. 250 Personen. Das Schiff wurde zur Saison 2022 von der Heilbronner Personenschifffahrt Stumpf übernommen und von Heilbronn aus auf Strecken neckarabwärts eingesetzt, ehe es vor der Saison 2024 nach Stuttgart verlegt wurde. Gebaut wurde es 1974/75 in Neckarsulm. |      | 2022    |       |
| Rosenstein                                                             | 04501850 | 1959 (Umbau) | Länge: 30 m, Breite: 5,26 m. Das Schiff soll 1959 durch Umbau auf der Schiffswerft Schmidt aus einem viel älteren Schiff hervorgegangen sein, dessen Name nicht mehr sicher zu ermitteln ist. 1965 wurde es kurzfristig in John F. Kennedy umbenannt, später hieß es Wappen von Franken, mittlerweile fährt es als Phönix in Berlin. |      | 1959    | 1965  |
| Stuttgart                                                              | 04605510 | 1957         | Die Stuttgart war eines der beiden ersten Schiffe des Unternehmens. Sie wurde unter der Baunummer 109 auf der Schiffswerft Schmidt gebaut, Länge: 29,27 m, Breite: 4,88 m. 2017 wurde das Schiff nach Belgien verkauft, dort wurde es als Atlas V weitergenutzt. |      | 1957    | 2017  |
| Weinkönigin ex Santa Monika III                                        | 04027400 | 1975 (?)     | Länge: 41 m, Breite: 6,23 m, die „schwimmende Weinlaube“. Unterdeck mit Platz für 114 Personen, Oberdeck 120, Freideck 60. Für Erlebnisfahrten zwischen Marbach und Besigheim oder private Veranstaltungen genutzt. Das Schiff wurde auf der Hammer Schiffswerft gebaut und war in Hamm beheimatet, bis es nach Bad Cannstatt kam. Auf der Hammer Schiffswerft wurden zahlreiche alte Schiffe abgewrackt bzw. deren Teile wiederverwertet. Es ist möglich, dass der Rumpf der Weinkönigin von einem oder mehreren älteren Schiffen stammt und nicht 1975 neu gebaut wurde. |      | 2020    |       |
| Wilhelma                                                               |          | 1958         | Die erste Wilhelma des Unternehmens war nur wenige Jahre in der Fahrgastschifffahrt im Einsatz und wurde dann zur Yacht umgebaut. Laut Homepage des Unternehmens ist dort kein Bild des Schiffes erhalten geblieben. |      | 1958    | 1962  |
| Wilhelma                                                               | 04605500 | 1962         | Auf der Schiffswerft Schmidt unter der Baunummer 143 gebaut, Länge: 37,2 m, Breite: 7,3 m, max. 300 Personen. Event- und Linienfahrten zwischen Wilhelma und Marbach am Neckar. |      | 1962    |       |

## Anlegestellen
Zurzeit gibt es 29 feste Anlegestellen zwischen Esslingen am Neckar und Neckarzimmern. (Stand April 2023)
- Esslingen am Neckar
- Stuttgart
  - Untertürkheim
  - Neckar Park/Mercedes-Benz Welt
  - Wilhelma
  - Max-Eyth-See
  - Mühlhausen
- Remseck am Neckar
  - Aldingen
  - Neckargröningen
- Ludwigsburg
  - Poppenweiler
  - Hoheneck
- Marbach am Neckar
- Benningen am Neckar
- Kleiningersheim
- Mundelsheim
- Hessigheim
- Besigheim
- Kirchheim
- Lauffen
- Heilbronn
  - Heilbronn Food Court
  - Heilbronn Neckargartach
- Neckarsulm
- Bad Friedrichshall-Kochendorf
- Bad Friedrichshall-Jagstfeld
- Bad Wimpfen
- Offenau
- Heinsheim
- Gundelsheim
- Haßmersheim
- Neckarzimmern

## Trivia
Zu Ehren von Berta Epple hat sich die gleichnamige Musikformation benannt, die aus Tango Five hervorging.
Die Folge Mord an Bord der Fernsehserie Soko Stuttgart wurde auf Schiffen des Unternehmens gedreht. Im Film trägt die Weinkönigin den Namen Neckarkönigin, die Szenen aus dem Maschinenraum wurden auf der Wilhelma gedreht, Büroszenen auf der Bad Cannstatt.